# Симфония № 2 (Шнитке)
«Симфо́ния № 2 (St. Florian)» — симфония советского и российского композитора Альфреда Шнитке из шести частей для солистов, камерного хора и симфонического оркестра, завершённая в 1980 году. Создана под влиянием посещения автором Монастыря Святого Флориана в Австрии, что отразилось в её названии, по заказу Симфонического оркестра Би-би-си. Впервые исполнена этим же оркестром под управлением Г. Рождественского в Лондоне 23 апреля 1980 года, московская премьера состоялась в январе 1981 года. Представляет собой попытку объединения жанров симфонии и католической григорианской мессы в одном музыкальном произведении, в котором хор исполняет старинные хоралы. Их музыкальная обработка ограничилась незначительными изменениями, касавшимися мелизматики и ритмики, при этом использована система музыкальных знаков, характерная для барочной стилистической модели. Музыкальный язык оркестровых фрагментов включает различные композиторские техники: ограниченную алеаторику, додекафонию, сонорику. Идея, лежащая в основе драматургического развития симфонии, обращена к символике христианского обряда Евхаристии. В произведении содержится аллюзия на евангельские сюжеты шествия Иисуса Христа на Голгофу, Распятия и Воскресения. Создание симфонии ознаменовало новый период в творчестве Шнитке, связанный с переходом к медитативно-конфликтному типу драматургии в музыкальных произведениях.

## Создание
Замысел произведения возник после посещения Альфредом Шнитке с коллегами-музыкантами Монастыря Святого Флориана в окрестностях города Линц в Австрии в 1977 году. С монастырём связана жизнь австрийского композитора Антона Брукнера, который служил в нём приходским органистом, а после смерти был похоронен в саркофаге под органом. Творчество Брукнера интересовало Шнитке, кроме того, как потомку немецких колонистов из Поволжья ему были близки немецко-австрийские корни Брукнера и его католическая вера. Как позже вспоминал композитор, из-за позднего прибытия доступ к саркофагу был уже закрыт, потому все члены делегации разошлись в разные стороны — других посетителей, кроме них, не было. За стеной слышалось, как хор исполняет вечернюю мессу — Missa invisibile («Невидимая месса»). Шнитке описывал монастырь как холодный и мрачный, наполненный мистической атмосферой, с «мощной» пустотой, которая буквально окружала.
Через год после этого визита Симфонический оркестр Би-би-си заказал композитору произведение для концерта дирижёра Геннадия Рождественского. Шнитке раздумывал над сочинением фортепианного концерта, однако сам Рождественский предложил ему создать своеобразное музыкальное посвящение органисту Брукнеру и добавил — имеющее отношение к Монастырю Святого Флориана. По признанию композитора, он тут же понял, что напишет собственную «невидимую мессу» — симфонию с цитированием литургических мелодий, в которой камерный хор (как в монастыре), обычно располагающийся над оркестром, на балконах и галереях, исполняет старинные хоралы. Как пояснял композитор, «может ли устареть форма, текст которой кончается словами „Даруй нам мир“?». Подзаголовок St. Florian должен был указывать на связь симфонии с одноимённым монастырём в Австрии.
Шнитке предполагал выделить в составе будущего произведения несколько частей — в соответствии с построением традиционного ординария католической мессы. Первоначально он отобрал из градуала восемь не связанных в единый цикл мелодий хоралов: шесть из них входили в группу песнопений Cantus ad libitum, ещё два — в Missa ordinarium. Однако в конечном результате композитор структурировал Вторую симфонию на следующие шесть частей:
I. Kyrie. Recitando

II. Gloria. Maestoso

III. Credo. Moderato

IV. Crucifixus. Pesante

V. Sanctus. Benedictus. Andante

VI. Agnus Dei. Andante
Симфония была завершена в феврале 1980 года, её первое исполнение состоялось 23 апреля того же года в Ройал-Фестивал-холле в Лондоне Симфоническим оркестром Би-би-си под управлением Г. Рождественского. В Москве премьера прошла в январе 1981 года в Концертном зале имени П. И. Чайковского на закрытом концерте, слушатели которого были лично приглашены исполнителями и композитором. Симфония записана в 1982 году в исполнении Симфонического оркестра Ленинградской государственной филармонии, под управлением Г. Рождественского, с участием Государственного камерного хора Министерства культуры СССР (руководитель — В. Полянский), фонограмма записи была издана «Мелодией» в 1990 году.

## Жанровое своеобразие. Драматургия
По мнению искусствоведа В. Холоповой, симфония и григорианская месса — жанры, противоположные во многом: начиная от исполнительского состава и заканчивая композицией и драматургией. Как указывал музыковед М. Арановский, оба жанра имеют происхождение из различных «культурных кодов» — светского и религиозного соответственно. Вместе с тем, они оказываются близки по уровню концептуального обобщения и возможности претворения индивидуального в соборное. Явление, когда индивидуальному в музыке придаётся характер всеобщности и универсальности, Арановский назвал «новой соборностью», а симфонию — «светской мессой». В XIX веке, замечал музыковед, симфония заняла то место, которое раньше принадлежало мессе, а также пассионам.
Во Второй симфонии А. Шнитке предпринял попытку органически соединить симфонию и мессу. Все части произведения, кроме IV, начинаются хоровым вступлением, в основе которого лежит хорал, и продолжаются симфоническим оркестровым фрагментом, который В. Холопова назвала «авторской» музыкой (в IV части порядок следования — обратный). Композитор заключил шесть частей мессы «внутрь» музыкального пространства симфонии, в результате, по мнению Холоповой, на первый взгляд, сохранилась кажущаяся независимость друг от друга обоих жанровых составляющих. Так, хорал представляется обособленным музыкальным «пластом», как бы отделённым от авторской музыки как основного материала симфонии значительной временной дистанцией, и потому не подверженным воздействию «страстей» и рефлексии. Однако эта жанровая «независимость» только кажущаяся: на самом деле именно во взаимодействии жанров, на жанрово-стилистическом диалоге строится развёртывание произведения, его драматургия. Авторская музыка здесь являет собой либо реакцию на хорал (отражение его материала в оркестре, как в I и II частях), либо самостоятельный, параллельно развивающийся материал (например, второй раздел I части). Часто симфоническое воплощение содержания, соответствующего данному тексту, неразрывно связано с широко используемой в произведении вокальной формой, — выступает своеобразным комментарием к ней (оркестровые разделы IV и V частей).
И для уровня хорала как канонической модели всего произведения, и для уровня авторской музыки как более сложного целого, куда хорал «вписывается» как предмет рефлексии, характерна медитативность. Сама медитативная концепция возникла в сочинениях Шнитке ещё в 1970-е годы. Медитативный характер хорала во Второй симфонии конкретизируется, даже персонифицируется благодаря ассоциативной связи с образом молитвы в храме как истинной ценности, которой противостоит иная реальность. Таким образом, в произведении получает развитие особый, медитативный конфликт модели (хорала) и авторской музыки, исход которого решается поэтапно, но каждый этап представляет собой не столько движение, сколько состояние, в котором накапливается энергия, необходимая для качественных преобразований. При этом в симфонии воплощён один из ведущих композиционных принципов Шнитке — принцип разрушения гармонии музыкальных тем-цитат. Если первоначально хорал предстаёт в «неизменном» виде, контрастируя основному материалу симфонии (а оркестр, словами Холоповой, выступает носителем «эмоциональной боли нынешнего земного мира»), то в дальнейшем музыкальное «размывание» хорала приводит к сближению классико-романтической модели и современного контекста.
Музыковед С. Савенко видела во Второй симфонии Шнитке, напротив, отказ от конфликтной драматургии как одной из наиболее сильных, по её мнению, сторон музыки композитора. Хорал здесь «густо прослаивает» все части произведения, не создавая полистилистического контраста с инструментальными эпизодами. Последние же, наоборот, — резонируют хоралу, причём как метафорически, так и буквально: вибрирующие обертоновые гармонии, считала Савенко, рождают впечатление заполнения огромного звукового пространства. Конфликтность уступает место вариативности в пределах единого целого — это скорее «симфония состояний, замкнутых и самоценных».

## Кульминация. Символика
Драматургической кульминацией Второй симфонии становится IV часть Crucifixus («Распят»), отсутствующая в традиционном ординарии католической мессы. Для музыкальных произведений этого жанра вообще характерно выделение самостоятельных разделов или номеров в пределах ординарных частей — обособление Crucifixus в отдельную часть выглядит как маркированное номинирование. Оркестровое вступление здесь, в отличие от других частей симфонии, предваряет хоровой фрагмент. Высший момент драматургического напряжения символизирует идею страдания Иисуса Христа, шествующего на Голгофу, а также другие евангельские сюжеты Распятия и Воскресения. По мнению авторов А. Хачаянц и В. Мальцевой, IV часть может рассматриваться как отдельный опус с индивидуальным сюжетом «внутри» общей концепции произведения, что в свою очередь, позволяет заключить, что результатом взаимодействия жанров симфонии и григорианской мессы во Второй симфонии становится не их «сумма», а рождение новой «смысловой целостности». «Порождающей моделью» такой целостности является жанр немецкой духовной музыки — пассион (в баховской версии). Эта модель идентифицируется в произведении, в первую очередь, в концептуальном плане, но кроме этого, обнаруживается и ряд других сходств пассиона и симфонии. Они проявляются, например, в наличии драматургических линий повествования и комментирования, то есть многомерности, иерархичности драматургии. Также — в музыкальной трактовке событийного ряда: таков, например, в баховских «Страстях по Матфею» канон с одиннадцатью проведениями темы в хоре учеников Христа Herr, bin Ich’s — один из двенадцати учеников «молчит», а в симфонии Шнитке — воплощение оркестровыми средствами тяжести шествия на Голгофу. Кроме того — в звукоизобразительности: например, «удары бича», «потоки слёз» в качестве музыкальных символов в «Страстях по Матфею», а в симфонии Шнитке — глухие удары, будто «последние удары сердца», на границе репризы Crucifixus и раздела Et Resurexit или «пронзающий тишину» реверберационный канон Et Resurexit («И Воскрес!»), как будто это восклицание «должно достичь земных пределов».
Драматургическая обособленность Crucifixus с её идеей, восходящей к модели пассионов, проявляется также в почти полном совпадении финального звучания IV и заключительной VI частей произведения: непоколебимость и ясность тона в басу, на который наслаиваются гармоники обертонового спектра — искомой «гармонии мира». Так финал симфонии предваряется в её «малом» финале — окончании IV части. Впервые обертоновый звукоряд звучит в «славильной» II части (Gloria — с лат. «Слава») — при последующем повторении в IV и VI частях он может иметь ту же семантику прославления Бога. В последней части Шнитке персонифицирует последовательность обертонового звукоряда в тембре скрипки solo, очищая от всех инородных наслоений. Таким образом, обертоновая тема проходит своеобразную «инициацию» в чётных частях симфонии, символизируя духовное становление. По мнению музыковеда Е. Вартановой, если во II части эта тема олицетворяет собой Внешнее, трансцендентное начало, то в финале симфонии она словно «очеловечивается», превращаясь в мелодизированные, создающие тональные ассоциации терцовые «цепи». Смысл этого процесса переинтонирования — обращение к символике обряда Евхаристии. Тем самым усиливается смысл всего драматургического развития Второй симфонии, который Вартанова сформулировала следующим образом: «В своём финале симфония причащается мессе, как Человек — святых Христовых тайн». Такая семантическая интерпретация подчёркивает близость жанров симфонии и мессы, на которую указывал М. Арановский, поскольку Причастие выступает важнейшим таинством литургии.

## Композиторская техника
До сочинения Второй симфонии А. Шнитке не единожды прибегал в своём творчестве к цитированию старинных музыкальных произведений, при этом погружение такого материала в музыкальный контекст и его обработка каждый раз приводили к тому, что смысл и характер цитируемого звучания в значительной степени трансформировались. В отношении хорала Второй симфонии композитор допустил лишь незначительные изменения, касающиеся мелизматики и ритмики, — он как бы «ретушировал» старинное произведение, существенно не перерабатывая его. В результате напевы звучат либо в своём изначальном ортодоксальном одноголосном виде (в начале I и VI части), либо в тонкой «тактичной» полифонической обработке, не меняющей характера звучания хорала. Шнитке применял разнообразные приёмы такой обработки: квазиимитационное двухголосие различных фраз одного хорала в I части, контрапункт двух различных хоралов на один текст во II части, каноническую имитацию на один хорал в VI части, шестиголосие в разделе Et resurrexit IV части, в целом — большое количество канонов, играющих важную роль в творчестве композитора.
Музыкальный язык хорала изобилует музыкально-риторическими фигурами, характерными для барочной стилистической модели. Шнитке строго следил, по его собственному призанию, за соответствием гармонии и формы конструктивному принципу креста, особенно — в V части симфонии. Кроме этого, композитор также использовал такой жанр музыки барокко как пассакалья. Пассакальи в произведении являются многотемными, помещены в басу. Оркестровый раздел, начинающий IV часть, — яркий пример пассакальи-шествия. Здесь такие индикаторы жанровой принадлежности к пасскалье как мерное движение, интонационная символика, остинатная техника указывают на семантическую близость с разделом Crucifixus из баховской «Мессы си минор» — в этом, по мнению авторов А. Хачаянц и В. Мальцевой, прослеживается скрытая аллюзия на эталонный образец жанра. В целом трагический эпизод шествия на Голгофу у Шнитке, как и у Баха, воплощён аффективно. Вместе с тем, имеется и существенное отличие: если у Баха Крестный путь Христа представлен в духе высокой трагедии, то у Шнитке — как «здесь и сейчас происходящее ужасающее, жуткое, апокалиптическое событие: хроматическая „масса“ в непрерывном движении сочетается с остинатной формой, звуковое оформление специфическими тембрами <…> создаёт картину леденящего душу ужаса от предстоящей мучительной смерти». Музыкальный язык авторской музыки в симфонии представляет собой объединение различных современных композиторских техник: ограниченную алеаторику, додекафонию, сонорику.

## Части
| №   | Часть симфонии               | Соответствующая часть ординария католической мессы | Роль части в симфонии                                          | Описание |
| --- | ---------------------------- | -------------------------------------------------- | -------------------------------------------------------------- | --- |
| I   | Kyrie. Recitando             | Kyrie                                              | Завязка действия (медитативного конфликта)                     | В I части хорал в своей наиболее характерной форме (Kyrie, унисон басов, потом — двухголосие) и авторская музыка разделены. Последняя представлена двумя темами. Одна из них возникает как реакция на хоральное пение. Благодаря секундовому движению, «кружащемуся» характеру, интонационно сближающими её с хоралом, — в сочетании с тембровым и гармоническим контрастом, который вносится ею, эта «тема-круг» (circulatio) воспринимается как отражение хорального пения в рефлектирующем сознании. После окончания пения хора такой эффект особенно возрастает, вибрируя и заполняя гулкое пустое пространство и создавая почти наглядное ощущение «расходящихся кругов» — техника пропорционального канона, обычно применявшаяся в таких случаях А. Шнитке. При каждом проведении этой музыкальной темы уровень экспрессии повышается, поэтому в целях «торможения» такого напряжения композитор ввёл вторую тему: приглушённые, повторяющиеся в ритме и характере псалмодии аккорды у челесты, клавесина, фортепиано и арфы. Вторая музыкальная тема играет важную роль не только в создании эмоциональной атмосферы, но и в построении композиции, выступая своеобразным «припевом», разделяющим фазы крещендирующей вариантно-строфической формы первой темы. |
| II  | Gloria. Maestoso             | Gloria                                             | Начало сближения авторской музыки и хорала                     | Хотя хорал и авторская музыка здесь ещё разделены (хоровой раздел — двухголосие теноров и контратеноров или альтов а капелла, потом — оркестровый), но процесс их тематического взаимодействия уже начинается: материал хорала полифонически разрабатывается в оркестре (26-голосный двойной канон), хотя его и искажают чуждые тематические «наплывы». Результат такого взаимодействия также проявляется в оркестровой теме диссонирующих кластерных фанфар, которая торжественно и празднично провозглашается у медных духовых и органа сразу после окончания хорового раздела, так как фанфара — традиционно интонационно-семантический стереотип для части Gloria и раздела Et resurrexit католической мессы. Звучит обертоновый звукоряд — одна из важных лейттем в творчестве Шнитке. Она проходит полный круг становления: из вертикали (из трезвучной гармонии фанфарной темы) превращается в горизонталь (расщепление гармонии на множество звучащих в различном темпе и ритме линий — канонически выстроенное вибрирующее поле, техника ограниченной алеаторики) и далее опять в вертикаль (полифоническое соединение этих линий — 48-голосный канон, создающий сонористическое целое). Лейттема выполняет роль связующего звена между хоралом и авторской музыкой. Являясь реакцией на звучание хорала, она в то же время не сливается с ним: это сугубо инструментальная авторская тема, но предельно объективная, «обобщённая» по семантике. |
| III | Credo. Moderato              | Credo                                              | Тематическое и временно́е объединение авторской музыки и хорала | Часть начинается в момент, когда сонористическая кульминация, «венчающая» крещендирующее развитие темы обертонового звукоряда из II части, внезапно сменяется унисоном звука es, который организует звуковой хаос и постепенно гасит динамику. Часть содержит хорал Credo, завершается разделом Crucifixus. В отличие от I и II частей, хорал «пронизывает» буквально всю эту часть: отдельные фразы хорала, порученные солистам, чередуются с ответными репликами оркестра и оркестровыми эпизодами. Однако оркестр не просто вторит пению, но и активно перерабатывает и трансформирует вокальный материал, по-прежнему выполняя искажающую функцию. Поэтому, несмотря на тематическое и временно́е объединение авторской музыки и хорала, их полного слияния здесь нет. Как знак этого — периодически продолжает звучать, как бы «пробиваясь сквозь толщу» вокально-оркестровой «ткани», лейтзвук части es. Он появляется как идея фикс, всплывающая из глубины подсознания, выступая своеобразным подтекстом, который переводит восприятие музыки в иное измерение. В этой части использована музыкально-риторическая фигура креста. Также применена техника пропорционального канона: у разделённых струнных соединяются (со сдвигом на четверть) два 10-голосных канона: каждые пять голосов — это объединение двух 5-голосных канонов — в прямом движении и в обращении. Возникает ощущение «размывания» ясных контуров темы и вибрирующего звукового поля. |
| IV  | Crucifixus. Pesante          | Credo                                              | Слияние авторской музыки и хорала                              | Часть начинается с оркестрового раздела, после чего следуют реприза Crucifixus и раздел Et resurrexit — такое содержание характеризуется максимальным контрастом, традиционно возникающим между этими частями мессы. Начальный оркестровый раздел — самый значительный в симфонии, одна из наиболее конструктивно организованных музыкальных форм Шнитке. Рациональный расчёт, применённый композитором при создании этой части, усиливает эмоциональное воздействие музыки. В соответствии с аллюзией на баховский Crucifixus, здесь вместо темы и 12 вариаций используется разновидность 12-ступенной формы, в которой каждый раздел основывается на новой симметрично построенной серии, содержащей, по сравнению с предыдущей, расширение интервалов и сдвиг звуковысотной позиции на полутон вверх. При этом каждый ряд после своего проведения продолжает звучать, подобно удержанному противосложению в фуге, в конце даётся дополнительный, тринадцатый раздел — объединение всех рядов в одновременности. Ощущение твёрдой воли, передаваемое строгой логикой организации звуков, в сочетании с острой экспрессией звучащего целого (движущаяся хроматическая «масса», специфические оркестровые тембры — электрогитары, глиссандо струнных, пиццикато контрабасов в асимметричном ритме — вариант свободного бассо остинато) создают картину «мучительного» неуклонного движения, последнего трагического пути. После кульминационного срыва, сменяющегося рассеиванием звука в пространстве, остаются только подобные колокольному звону аккорды и напоминающие о ритме шествия мерные удары большого барабана. На этот фон «накладывается» реприза Crucifixus, которой придают траурность не только ритмическое сопровождение, но и своеобразная минорная гармонизация (свёрнутый в вертикаль отрезок гаммы a-moll в диапазоне чистой квинты с хроматическим расщеплением IV ступени). Тем больший контраст представляет собой начинающийся в этот момент раздел Et resurrexit, в партитуре определённый как кода IV части, — хористы, до того сидящие среди оркестрантов, по замыслу композитора, тут должны встать. Шнитке определил и решил этот контраст как ключевой в концепции всего произведения: здесь рельефно воплощена одна из наиболее близких ему идей — преодоления смерти (до Второй симфонии в этой же традиции были исполнены Фортепианный квинтет и Реквием). Он применил простые, но действенные средства «высветления» музыкальной палитры и создания «звонкости»: мажорная трезвучная тема, звучание а каппелла и использование реверберационного канона, имеющего двоякое значение (опережающие друг друга реплики, как захлёбывающаяся взволнованная речь, и одновременно пространственный эффект, как гулкое эхо в храме). Именно в этом разделе симфонии происходит предельное сближение (слияние) авторской музыки и хорала, единственная «точка», когда их соотношение определяется как гармония и единство. Это слияние подчёркивается совершенно иной, по сравнению с другими частями, функцией оркестра: он вторит хору, усиливая приподнятый, торжественный характер музыки. Фанфарная тема в оркестре (как до этого — во II части симфонии) превращается в обертоновый звукоряд, мощным резонирующим звучанием которого часть завершается. |
| V   | Sanctus. Benedictus. Andante | Sanctus                                            | Разобщение авторской музыки и хорала                           | В драматургическом развитии симфонии происходит переломный момент, связанный с разделением авторской музыки и хорала. Контраст между вокальным вступлением (Sanctus) и инструментальной основной темой — разительный. При этом роль авторской музыки возрастает: это уже не просто «комментарий» к вокальной части или искажающее отражение, но вполне самостоятельный, очень значительный план музыкального действия. Снова, как в I части звучит «тема-круг» — одна из самых вдохновенных тем Шнитке, связанная с семантикой ламенто, проникнутая чувством скорби. Характерные для музыкального языка композитора лексемы, уходящие корнями в глубь веков и делающие смысловую наполненность темы здесь особенно концентрированной, — это малая секста (как и в лирической кульминации Реквиема Шнитке — Lacrimosa с её аллюзией на Моцарта) и малосекундный комплекс, связанный, в частности, с музыкально-риторической фигурой BACH (а более общим мотивом-символом является фигура нисхождения — catabasis, — завершающая каждое проведение основной темы). Несмотря на то, что эта тема — инструментальная, её основное интонационное ядро обладает ярко выраженной вокальной природой (Шнитке указывал на возможность её подтекстовки словами Benedictus), что подтверждается также использованием солирующих деревянных духовых (гобой д’амур, английский рожок) и струнных с их характерной окраской, близкой тембру человеческого голоса. Тема выстраивается с постоянным возвращением к трагическому «возгласу», подобно движению по замкнутому кругу. Но, начинаясь каждый раз сходно, она имеет разное продолжение, рождая эмоциональные всплески различной интенсивности: один из них приводит к кульминационному проведению темы и алеаторической каденции, следующий — к «тихой кульминации» (первые скрипки в унисон) и «истончению» звука (алеаторическое глиссандо), после чего последняя фраза английского рожка звучит, как неразрешённый вопрос. |
| VI  | Agnus Dei. Andante           | Agnus Dei                                          | Объединение музыкальных тем с выделением лейттемы и развязка   | В коде объединяются основные музыкальные темы симфонии: хорал, открывающий и завершающий часть, фанфарная тема, первый ряд IV части, основная тема V части, наконец, обертоновая тема. Последняя, в отличие от II и IV частей, где она является вторичной, здесь становится лейттемой — она несколько трансформируется и обретает более индивидуализированный вид. Именно на повторении терцового ряда, варианта обертонового звукоряда, и строится вариантно-строфическая форма финальной части, которая «словно гипнотически приковывает» внимание слушателя. Круговой характер этого постоянно возобновляющегося движения (в основном — восходящего, anabasis, в конце — нисходящего) находится в полном соответствии с замыкающей функцией VI части и создаёт ощущение исчерпания развития, растворения в мерном течении времени (погружения в вечность). Завершающая симфонию музыкальная фраза Dona nobis расеm («Даруй нам мир»), канонически повторяемая двумя хорами, «подобно многоточию, уводит в бесконечность, образуя далёкую временную перспективу». |

## В творчестве композитора
Определяющими особенностями музыки А. Шнитке, по мнению искусствоведа Г. Пантиелева, являются первенствующее значение концептуального контекста и полистилистика. Рассуждая о последней, Пантиелев замечал, что музыкальная драматургия композитора опирается на разветвлённую систему музыкальных знаков — риторических фигур, мотивов, жанров, виртуозное соединение которых в многозначимую мысль относительно легко воспринимается и интерпретируется широким слушателем. Особенно характерно это проявляется в симфониях Шнитке, в которых целое возникает скорее с помощью подобного «монтажа» музыкальных знаков, нежели при участии традиционного симфонизма. Такая особенность относится и ко Второй симфонии, которую искусствовед определил как музыкальную новеллу о посещении старинного католического монастыря. Так, попадая на богослужение, посетитель совершает своего рода путешествие в глубину веков, вовлекается в диалог «с миром вечности». После того, как хор допевает текст последней части, «продлевая до мажорный свет до беспредельности», посетитель выходит из храма, закончив «поучительное и просветляющее» паломничество. Симфония, считал Пантиелев, «на деле» не связана с именем Брукнера, но только — «с именем Мессы, тысячелетнего жанра, спутника католицизма, средоточия музыкальной истории в одном из величественнейших её порождений». Напротив, Д. Тиба предполагал, что именно личность Брукнера-католика, автора симфоний, вероятно, дала Шнитке первоначальный повод для сочетания двух жанров.
В. Холопова считала, что создание Второй симфонии открыло новый период творчества Шнитке. Возник особый тип симфонической концепции, обобщающий в себе опыт медитативных сочинений композитора 1970-х годов. В его музыке окончательно утвердился медитативно-конфликтный тип драматургии. Перечисляя наиболее яркие сочинения «панорамного» творчества Шнитке, обозреватели журнала «Коммерсантъ Власть» отмечали «могучий звуковой собор Второй симфонии-мессы». Композитор и музыкальный педагог Юрий Каспаров отнёс Вторую симфонию к числу произведений Шнитке, которые «переживут наше время».